# Црква Свете Петке у Бресту
Црква Свете Петке у Бресту, насељеном месту на територији општине Мерошина, припада Епархији нишкој Српске православне цркве. Црква се подиже на месту старијег храма, чија је градња започета 2011. године и посвећена Светој Петки.
На месту где се гради данашња црква свете Петке постоје остаци неког старијег храма, чији је под око метар нижи у односу на околно земљиште. Зидови тог старог храма грађени су од античке опеке сувозидом. Ова богомоља није велике старости и само је искоришћен за градњу материјал којег је у околини било у изобиљу. 
Године 2011. је унутрашњост те старије цркве очишћена и под бетониран, када је почела изградња и 2013. године била је озидана и завршене су куполе. Приликом рашчишћавања терена за нови храм пронађен је метални крст, а недалеко од цркве откопан је један споменик у облику обеликса, поломљен на три дела. Споменик је био подигнут жртвама бугарског терора из Бреста у Првом светском рату. Мештани претпостављају да су споменик у Другом светском рату поломили и закопали га бугарски фашисти, како би прикрили злочин својих сународника, начињен нешто више од две деценије раније.